# Saison 3 de The Middle
Chronologie
Saison 2 Saison 4
Cet article présente la liste des épisodes de la troisième saison de la série télévisée américaine The Middle.

## Généralités
- Aux États-Unis, cette saison a été diffusée entre le 21 septembre 2011 et le 23 mai 2012 sur le réseau ABC.
- Au Canada, elle a été diffusée en simultané sur Citytv.
- En France, cette saison a été diffusée entre le 7 décembre 2012 et le 11 janvier 2013 sur la chaîne Comédie !, entre le 6 avril 2013[1] et le 4 mai 2013 sur Chérie 25[2], entre le 1er août 2015[3] et le 3 octobre 2015 sur NRJ 12[4].
- En Suisse, la saison a été diffusée du 21 mai 2013 au 10 juillet 2013 sur RTS Deux.

## Distribution

### Acteurs principaux
- Patricia Heaton (VF : Véronique Augereau) : Frances "Frankie" Heck, la mère de la famille
- Neil Flynn (VF : Patrick Béthune) : Mike Heck, le mari de Frankie, et donc le père de la famille.
- Charlie McDermott (VF : Olivier Martret) : Axl Heck, le fils rebelle de la famille
- Eden Sher (VF : Olivia Luccioni) : Sue Heck, la fille étrange de la famille
- Atticus Shaffer (VF : Tom Trouffier) : Brick Heck, le plus jeune fils

### Acteurs récurrents
- Jeanette Miller (en) (VF : Lucie Dolène) : Edie Spence
- Frances Bay  : Ginny Spence
- Brock Ciarlelli (VF : Adrien Jolivet) : Brad
- Blaine Saunders (VF : Leslie Lipkins) : Carly
- Jen Ray (VF : Anne Mathot) : Nancy Donahue
- Beau Wirick (VF : Nicolas Koretzky) : Sean Donahue
- Brian Doyle-Murray (VF : Vincent Grass) : Don Elhert
- Moises Arias (VF : Hervé Rey) : Matt
- Peter Breitmayer (VF : Michel Voletti) : Pete
- Grace Bannon (VF : Bénédicte Rivière) : Ruth
- Casey Sander (VF : Philippe Dumond) : Jack Tracy
- Natalie Lander (VF : Leslie Lipkins) : Debbie
- Brittany Ross (VF : Zina Khakhoulia) : Courtney
- Jessica Marie Garcia (en) (VF : Catherine Desplaces) : Becky
- Christopher Darga (VF : Jean-Luc Atlan) : M. Farrar

### Acteurs invités
- Ray Romano : Nicky Colbrenner
- Chord Overstreet : Mr Wilkerson
- Mary-Pat Green (VF : Sylvie Genty) : Mme Larimer
- Norm McDonald (VF : Philippe Peythieu) : Rusty
- Marsha Mason (VF : Évelyn Séléna) : Pat
- Jerry Van Dyke (VF : Jean-François Laley) : Tag
- Molly Shannon (VF : Danièle Douet) : Janet
- Ed Asner (VF : Richard Leblond) : Ben
- Whoopi Goldberg (VF : Maïk Darah) : Mme Marsh
- John Cullum (VF : Michel Ruhl) : Big Mike
- Mary Birdsong (VF : Michèle Buzynski) : Marlene

## Épisodes

### Épisode 1:Vacances en famille (Partie 1)
- États-Unis : 21 septembre 2011 sur ABC
- France : 7 décembre 2012 sur Comédie ![5]
- Suisse : 21 mai 2013 sur RTS Deux

- États-Unis : 9,74 millions de téléspectateurs[6]

### Épisode 2:Vacances en famille (Partie 2)
- États-Unis : 21 septembre 2011 sur ABC
- France : 7 décembre 2012 sur Comédie !
- Suisse : 21 mai 2013 sur RTS Deux

- États-Unis : 9,74 millions de téléspectateurs[6] (première diffusion)

### Épisode 3:Le Vrai Chef de famille
- États-Unis : 28 septembre 2011 sur ABC
- France : 7 décembre 2012 sur Comédie !
- Suisse : 22 mai 2013 sur RTS Deux

- États-Unis : 8,68 millions de téléspectateurs[7] (première diffusion)

### Épisode 4:La Roue de l'infortune
- États-Unis : 5 octobre 2011 sur ABC
- France : 7 décembre 2012 sur Comédie !
- Suisse : 22 mai 2013 sur RTS Deux

- États-Unis : 9,13 millions de téléspectateurs[8] (première diffusion)

### Épisode 5:L'Examen d'admission
- États-Unis : 12 octobre 2011 sur ABC
- France : 14 décembre 2012 sur Comédie !
- Suisse : 23 mai 2013 sur RTS Deux

- États-Unis : 8,87 millions de téléspectateurs[9] (première diffusion)

### Épisode 6:Mauvais Choix
- États-Unis : 19 octobre 2011 sur ABC
- France : 14 décembre 2012 sur Comédie !
- Suisse : 23 mai 2013 sur RTS Deux

- États-Unis : 9,13 millions de téléspectateurs[10] (première diffusion)

### Épisode 7:Halloween II
- États-Unis : 26 octobre 2011 sur ABC
- France : 14 décembre 2012 sur Comédie !
- Suisse : 24 mai 2013 sur RTS Deux

- États-Unis : 10,16 millions de téléspectateurs[11] (première diffusion)

### Épisode 8:Le Meilleur de la famille
- États-Unis : 2 novembre 2011 sur ABC
- France : 14 décembre 2012 sur Comédie !
- Suisse : 24 mai 2013 sur RTS Deux

- États-Unis : 9,41 millions de téléspectateurs[12] (première diffusion)

### Épisode 9:La Comédie musicale
- États-Unis : 16 novembre 2011 sur ABC
- France : 21 décembre 2012 sur Comédie !
- Suisse : 17 juin 2013 sur RTS Deux

- États-Unis : 9,19 millions de téléspectateurs[13] (première diffusion)

### Épisode 10:Thanksgiving III
- États-Unis : 23 novembre 2011 sur ABC
- France :
  - 30 juillet 2012 sur M6
  - 21 décembre 2012 sur Comédie !
- Suisse : 17 juin 2013 sur RTS Deux

- États-Unis : 9,08 millions de téléspectateurs[14] (première diffusion)

### Épisode 11:Le Lave-vaisselle
- États-Unis : 7 décembre 2011 sur ABC
- France : 21 décembre 2012 sur Comédie !
- Suisse : 18 juin 2013 sur RTS Deux

- États-Unis : 8,72 millions de téléspectateurs[15] (première diffusion)

### Épisode 12:L'Année des Heck
- États-Unis : 4 janvier 2012 sur ABC
- France : 21 décembre 2012 sur Comédie !
- Suisse : 18 juin 2013 sur RTS Deux

- États-Unis : 9,99 millions de téléspectateurs[16] (première diffusion)

### Épisode 13:À la mémoire de tante Ginny
- États-Unis : 11 janvier 2012 sur ABC
- France : 28 décembre 2012 sur Comédie !
- Suisse : 19 juin 2013 sur RTS Deux

- États-Unis : 9,45 millions de téléspectateurs[17] (première diffusion)

### Épisode 14:La Berline
- États-Unis : 18 janvier 2012 sur ABC
- France : 28 décembre 2012 sur Comédie !
- Suisse : 19 juin 2013 sur RTS Deux

- États-Unis : 8,08 millions de téléspectateurs[18] (première diffusion)

### Épisode 15:Le Grand Amour
- États-Unis : 8 février 2012 sur ABC
- France : 28 décembre 2012 sur Comédie !
- Suisse : 20 juin 2013 sur RTS Deux

- États-Unis : 8,44 millions de téléspectateurs[19] (première diffusion)

### Épisode 16:Justin! Justin!
- États-Unis : 15 février 2012 sur ABC
- France : 28 décembre 2012 sur Comédie !
- Suisse : 20 juin 2013 sur RTS Deux

- États-Unis : 8,04 millions de téléspectateurs[20] (première diffusion)

### Épisode 17:Convocation canapé
- États-Unis : 22 février 2012 sur ABC
- France : 4 janvier 2013 sur Comédie !
- Suisse : 21 juin 2013 sur RTS Deux

- États-Unis : 7,48 millions de téléspectateurs[21] (première diffusion)

### Épisode 18:L'Anniversaire bissextile
- États-Unis : 29 février 2012 sur ABC
- France : 4 janvier 2013 sur Comédie !
- Suisse : 21 juin 2013 sur RTS Deux

- États-Unis : 8,23 millions de téléspectateurs[22] (première diffusion)

### Épisode 19:Amour éternel
- États-Unis : 14 mars 2012 sur ABC
- France : 4 janvier 2013 sur Comédie !
- Suisse : 8 juillet 2013 sur RTS Deux

- États-Unis : 6,93 millions de téléspectateurs[23] (première diffusion)

### Épisode 20:Le Projet d'une vie
- États-Unis : 11 avril 2012 sur ABC
- France : 4 janvier 2013 sur Comédie !
- Suisse : 8 juillet 2013 sur RTS Deux

- États-Unis : 7,06 millions de téléspectateurs[24] (première diffusion)

### Épisode 21:Les Trois Disputes du couple
- États-Unis : 2 mai 2012 sur ABC
- France : 11 janvier 2013 sur Comédie !
- Suisse : 9 juillet 2013 sur RTS Deux

- États-Unis : 6,63 millions de téléspectateurs[25] (première diffusion)

### Épisode 22:Le Trèfle
- États-Unis : 9 mai 2012 sur ABC
- France : 11 janvier 2013 sur Comédie !
- Suisse : 9 juillet 2013 sur RTS Deux

- États-Unis : 6,60 millions de téléspectateurs[26] (première diffusion)

### Épisode 23:Rapporteur
- États-Unis : 16 mai 2012 sur ABC
- France : 11 janvier 2013 sur Comédie !
- Suisse : 10 juillet 2013 sur RTS Deux

- États-Unis : 6,53 millions de téléspectateurs[27] (première diffusion)

### Épisode 24:Rusty se marie
- États-Unis : 23 mai 2012 sur ABC[28]
- France : 11 janvier 2013 sur Comédie !
- Suisse : 10 juillet 2013 sur RTS Deux

- États-Unis : 6,52 millions de téléspectateurs[29] (première diffusion)